# ستانگنچینو
ستانگنچینو (به لهستانی:  Stanięcino) یک منطقهٔ مسکونی در لهستان است که در گمینا سووپسک واقع شده‌است. ستانگنچینو ۱۴۰ نفر جمعیت دارد.